# Metempsyco
Metempsyco és una pel·lícula de terror gòtica italiana de 1963. Va ser l'única pel·lícula dirigida per Antonio Boccacci.

## Sinopsi
Dues dones joves entren en un castell abandonat mantingut per la comtessa Elizabeth, que abans pertanyia a la comtessa Irene, que va desaparèixer misteriosament abans del seu matrimoni amb el príncep Raman. Són tancats en una habitació secreta, després les tortura i les assassina un home desfigurat. Els seus cadàvers es troben en un petit camí rural...
El doctor Darnell i la seva filla Anna vénen a instal·lar-se a la regió, qui pateix regularment malsons en què reviu el terrible assassinat de la comtessa. Preocupat per la seva salut, el seu pare la porta, en un intent de curar-la, al lloc del crim, la mateixa mansió on es troben amb Elizabeth, que estava gelosa d'Irene perquè el príncep l'escollia com a dona. Aquest últim torna al castell i s'adona que l'Anna, que sembla la seva dona difunta, podria ser la seva reencarnació.
El periodista George Dickson investiga la mort de les dues joves i s'enamora d'Anna. Però l'home desfigurat, que viu al soterrani del castell, busca matar-la...

## Repartiment
- Annie Alberti: Anna Darnell / comtesse Irene
- Adriano Micantoni: Dr. Darnell
- Marco Mariani: George Dickson
- Flora Carosello: comtesse Elizabeth

## Producció
Metempsyco va ser l'única pel·lícula dirigida per Antonio Boccacci. Abans de fer la pel·lícula, Boccacci va escriure novel·les de misteri barates de butxaca a finals de la dècada de 1950. La pel·lícula es va rodar al castell d'Orsini a Nerola prop de Roma. El repartiment incloïa Annie Alberti, que era una estrella menor de la fotonovel·la a principis dels anys 60.

## Estrena
Metempsyco es va estrenar a Itàlia el 27 de març de 1963 on va ser distribuït per Filmar. L'historiador i crític del cinema italià Roberto Curti va afirmar que la pel·lícula va passar totalment desapercebuda a Itàlia, on "les recaptes de taquilla van ser tan escasses que no hi ha cap registre real".
La pel·lícula va ser recollida per a la distribució als Estats Units per Richard Gordon i va ser estrenada per Trans-Lux Distributing amb una doble sessió amb la pel·lícula alemanya de vampirs Der Fluch der grünen Augen. Metempsyco va ser comprada més tard per Four Star per a llançament de televisió. La pel·lícula ha estat llançada per Image Entertainment en DVD als Estats Units.

## Recepció
En crítiques retrospectives, Bryan Senn va parlar de la pel·lícula al seu llibre A Year of Fear, afirmant que la pel·lícula com una "snoozefest italiana mortal i avorrida" que no té res d'"encant atmosfèric o riquesa temàtica" que tenia Der Fluch der grünen Augen. Louis Paul, al seu llibre Italian Horror Film Directors va descriure la pel·lícula com a obscura i va assenyalar que estava "fotografiada amb un estil gairebé experimental, que inclou una concentració en molts colors sepiatonats" que tenyien les escenes de "blaus brillants i marrons cridaners". Paul va concloure que la pel·lícula era "més que una pel·lícula de terror d'esperit mesquí que sembla ser" i la pel·lícula "encara segueix sent una nota al peu enigmàtica en la història de l'horror italià".